# Giberto VI Correggio
Giberto VI Correggio va néixer el 1410 i va ser fill de Gherardo VI Correggio. El 1430 a la mort del seu pare va rebre la part indivisa corresponent de la senyoria sobirà de Correggio, Campagnola i Fabbrico. L'oncle Pietro Correggio havia mort sense descendents i el 1441 va morir l'oncle Galasso renunciant als seus drets, i quan el 1446 va morir el seu oncle Giberto V Correggio que tampoc tenia fills, Giberto VI va reunir tota l'herència compartida amb els germans Manfredo I Correggio i Antonio II Correggio i el germà Niccolò I Correggio que va morir el 1449 però va deixar un fill. El 1447 va recuperar Brescello i el 1452 va ocupar Poviglio, Novellara, Baolo i Rolo. Va ser elevat a comte sobirà de Correggio i del Sacre imperi romà per investidura concedida a Modena el 18 de maig de 1452 per l'emperador, i va rebre també les senyories de Campagnola i Fabbrico i la de Rossena. El 1454 va haver de retornar les senyories de Poviglio, Novellara, Baolo i Rolo per la pau de Lodi (9 d'abril de 1454); el setembre del 1454 va prestar homenatge feudal al duc de Milà i va rebre les senyories de Scurano, Brescello i Bazzano.
Va ser patrici de Parma i Patrici de Venècia i el 1447 for armat cavaller del dux de Venècia 
Va ser capità de l'exèrcit de Venècia el 1446, de l'exèrcit del duc de Milà el 1447, de l'exèrcit del rei de Nàpols el gener del 1452, de l'exèrcit de la república de Siena el setembre de 1457.
Va ser governador de Parma pel duc de Milà el 1449.
Va morir en un accident al caure per una finestra després d'una discussió el setembre de 1457. La seva dona es deia Gabriela i va tenir amb ella només una filla de nom Àgata.